# فلیکس گایلار
فلیکس گایلار (فرانسوی: Félix Gaillard‎؛ زاده ۵ نوامبر ۱۹۱۹ – درگذشته ۱۰ ژوئیهٔ ۱۹۷۰) یک سیاست‌مدار اهل فرانسه بود که نخست‌وزیر جمهوری پنجم فرانسه در بین سال‌های ۱۹۵۷ تا ۱۹۵۸ بود. گایلار جوان‌ترین رئیس حکومت فرانسه از زمان ناپلئون بناپارت به‌حساب می‌آید.